# Neoaleurotrachelus bertilloni
Neoaleurotrachelus bertilloni là một loài côn trùng cánh nửa trong họ Aleyrodidae, phân họ Aleyrodinae.
Neoaleurotrachelus bertilloni được Cohic miêu tả khoa học đầu tiên năm 1966.